# 이츠학 카두리

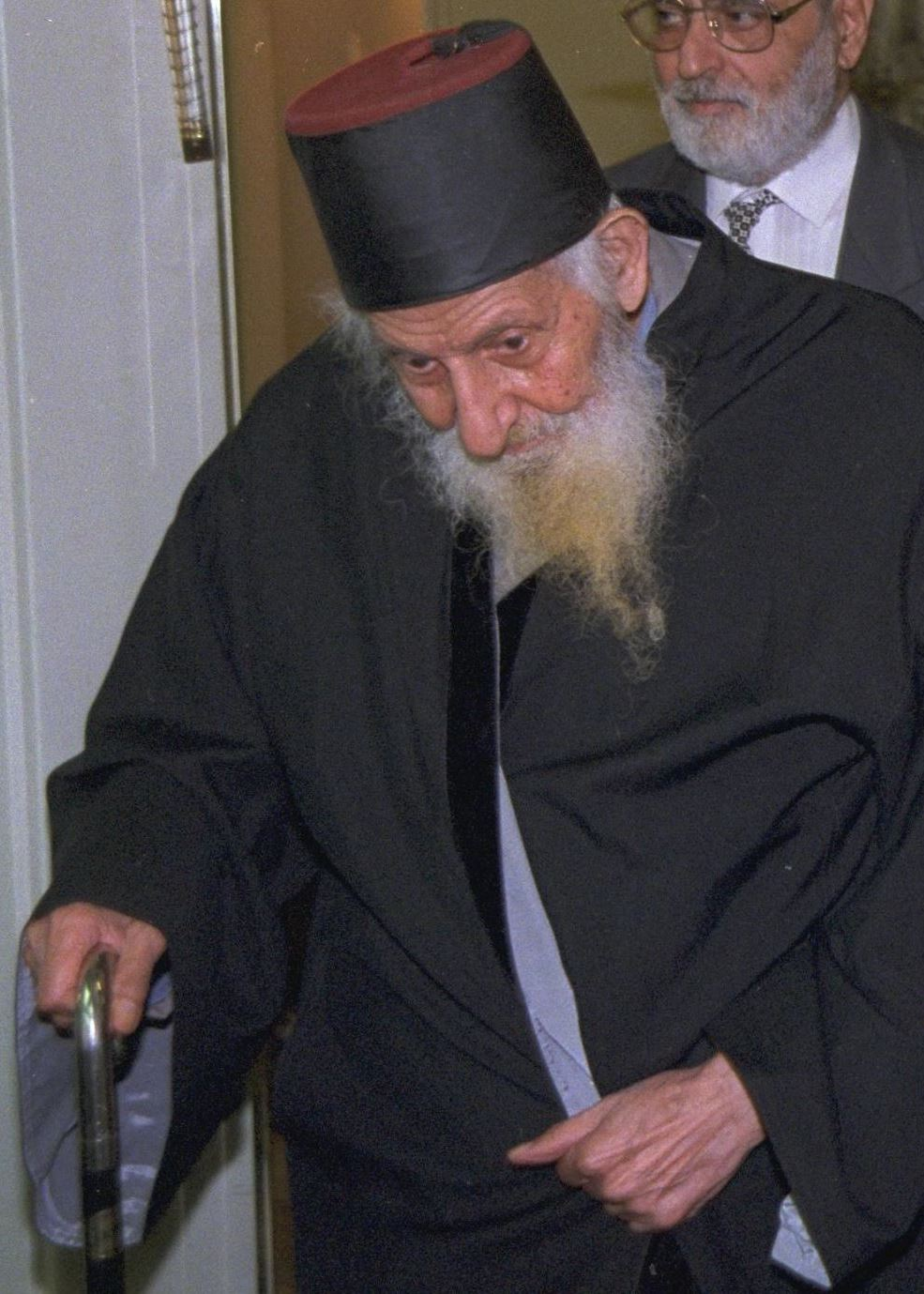

이츠학 카두리(Yitzchak Kaduri, ?~2006년 1월 28일)는 나할랏 이츠학 예쉬바(유대교 신학교)에서 교사 및 석학이었다. 랍비 수장들은 그를 챠딕(Tsadik) 즉 성인으로 받들었다. 그는 그의 일생을 유대교 경전인 토라의 연구와 자신과 유대인을 위한 기도하는 일에 바쳤다. 많은 병든 사람들과 불임환자들이 그가 설교하는 중이나 그들을 위해 병 낫기를 기도하는 중에 낳았던 것으로 널리 알려져 있다. 그는 생전에 많은 재앙들을 예언했다(G. Baruch, 2005). 그의 생년이 불확실해서 죽었을 당시 그의 나이는 106세에서 117세로 추정하고 있다.

## 참고 문헌
- G. Baruch. (21st Sep 2005). Kabbalist Urges Jews to Israel Ahead of Upcoming Disasters. Arutz Sheva 7, Israel National News. http://www.israelntionalnews.com/News/News.aspx/89850%5B깨진+링크(과거+내용+찾기)%5D